# Urús
Urús település Spanyolországban, Girona tartományban. Urús Bagà, Guardiola de Berguedà, Riu de Cerdanya, Prats i Sansor és Das községekkel határos. Lakosainak száma 207 fő (2024).

## Népesség
A település népessége az elmúlt években az alábbi módon változott:
| Lakosok száma | 161  | 126  | 92   | 87   | 99   | 206  | 201  | 185  | 189  | 207  |
|               | 1717 | 1887 | 1936 | 1960 | 1986 | 2004 | 2009 | 2014 | 2019 | 2024 |